# Петровское муниципальное образование
Петровское сельское поселение — муниципальное образование со статусом сельского поселения в 
Жигаловском районе Иркутской области России. Административный центр — село Петрово.

## Демография
По результатам Всероссийской переписи населения 2010 года
численность населения муниципального образования составила 344 человека, в том числе 169 мужчин и 175 женщин.

## Населённые пункты
- село Петрово
- деревня Воробьёва
- деревня Заплескина